# Luanda Sul
Luanda Sul oder deutsch Luanda Süd bezeichnet eine neue Urbanisierung mit Villenviertel im Süden der angolanischen Hauptstadt Luanda. Sie ist Teil der Gemeinde Belas und besteht aus den Wohngebieten Talatona, Novos Bairros und Morar. Es ist hauptsächlich ein Viertel für die Klasse der Neureichen Angolas. Der brasilianische Baukonzern Odebrecht Angola in Partnerschaft mit Angolanern war einer der Hauptverantwortlichen für die Schaffung dieses neuen urbanen Raums in der Provinz Luanda. Der Stadtteil Talatona wurde erst nach der Fertigstellung einer Verbindung zwischen dem Zentrum und dem Süden mit zwei Straßen, der Avenida 21 Janeiro und der Avenida da Samba, möglich. Die Avenida da Samba wurde zum Aushängeschild der Odebrecht-Gruppe in Angola.

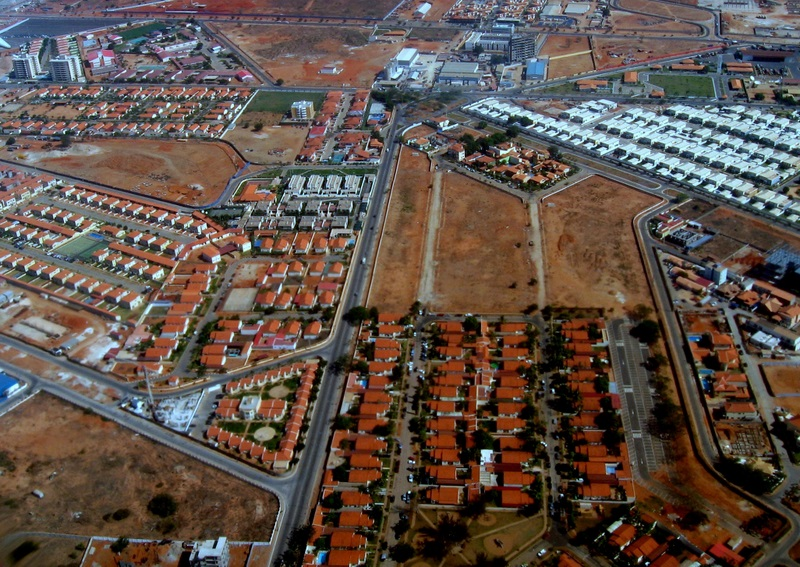
Neues Stadtviertel in Luanda, 2009

## Lebensraum für die Neureichen
Der neue Stadtteil ist seit dem offiziellen Baubeginn im Jahr 2001 buchstäblich aus dem Boden gestampft worden. Auf einer Fläche von rund 800 Hektar, rund 15 Kilometer südwestlich vom Stadtzentrum entfernt, entstand und entsteht noch das riesige Wohnbauprojekt mit dem Namen Nova Vida (deutsch: Neues Leben). Es ist das größte Stadtteil- und Wohnungsbauprogramm Angolas seit Beendigung des Bürgerkrieges im Jahre 2002. Eine Wohnung oder ein Haus in der Gegend kostet hier etwa 1,5 Mio. US-Dollar, in einigen Fällen über $ 2 Mio. und es gibt sogar einige die mehr als $ 5 Mio. kosten sollen. Die Gegend gilt als das beste Beispiel für die Entstehung einer sehr reichen und trotz der enormen Kosten unbekümmert lebenden reichen Schicht in der Hauptstadt Luanda, die trotz aller Mängel, für Ausländer die zurzeit teuerste Stadt der Welt geworden ist. Um hier eine Wohnung von 100 bis 130 Quadratmeter zu mieten, müssen leicht Preise von $ 5.000 bis $ 10.000 pro Monat bezahlt werden.

## Wohnungen für 20.000 Menschen
Zu günstigen Kreditbedingungen von der Regierung vermarktet, haben rund 20.000 Menschen hier eine gehobene Wohnmöglichkeit gefunden. Die Häuser und Wohnungen dienen vor allem privilegierten Regierungsbeamten und Amtspersonen als Residenz. Die Regierung hat den Bau und den Verkauf der Häuser massiv gefördert. Insgesamt sind 2.210 Häuser neu entstanden. Die Bauarbeiten sind zum Großteil von chinesischen Baufirmen und Handwerkern, sowie portugiesischen und brasilianischen Bauunternehmen buchstäblich auf der „grünen Wiese“ verwirklicht worden.
Neben den komfortablen Häusern und Wohnungen gibt es hier auch Schulen, ein Gesundheitszentrum des angolanischen Roten Kreuzes und eine Polizeistation. Mittelpunkt der modernen Anlage ist eindeutig das im März 2008 eröffnete Belas Shopping-Center, mit unzähligen modernen Geschäften und vier Kinosälen.

## Neue Hotel- und Kongresszentren
Als ein weiterer Höhepunkt der gegenwärtigen Bautätigkeit in Luanda kann das Centro de Convenções de Talatona, kurz CCTA (deutsch: Talatona Kongresszentrum) gezählt werden. Es wurde im Jahr 2009 fertiggestellt. Das danebenliegende Hotel Talatona Convention beherbergt insgesamt 221 mit allem Luxus ausgestattete Zimmer und Suiten.
Ein nächstes Großbauvorhaben ist bereits in Planung: das Geschäftszentrum Belas Business Park I und II mit Büros und First Class Immobilien für gehobene Ansprüche.